# きのうのレジスタンス
「きのうのレジスタンス」は1988年4月8日に発売された爆風スランプ10枚目のシングル。

## 概要
アフロヘアーだったファンキー末吉が髪型を変え本作より「Newファンキー末吉」と表記された。
映画「木村家の人びと」主題歌。映画公開日の舞台挨拶にもメンバーが登壇した。
TBSの安住紳一郎アナウンサーが「きのうのレジスタンス」を好きな歌として挙げている。
「壁を殴る」という歌詞は、サンプラザ中野の高校時代の同級生のエピソードが基になっている。

## 収録曲
1. きのうのレジスタンス
作詞:サンプラザ中野　作曲:江川ほーじん　編曲:爆風スランプ
2. 星空ダイアモンド
作詞:サンプラザ中野　作曲:ファンキー末吉　編曲:新田一郎/爆風スランプ
4thアルバム「JUNGLE」からのシングルカットのため作曲のクレジットは「ファンキー末吉」となっている。

## 収録アルバム
- JUNGLE (#2)
- HIGH LANDER (#1)
- GOLDEN☆BEST 爆風スランプ ALL SINGLES (#1)